# Rogers Centre
El Rogers Centre (originalment conegut com a SkyDome) és un estadi multiusos situat al centre de Toronto, Ontario, Canadà. Situat al costat de la Torre CN a prop de les ribes del Llac Ontario. Inaugurat el 1989, és la seu dels Toronto Blue Jays de les Grans Lligues de Beisbol i dels Toronto Argonauts de la Canadian Football League, i anualment s'hi duu a terme l'International Bowl de l'NCAA. A partir del 2008, els Buffalo Bills de l'NFL l'han utilitzat per jugar un partit de la temporada regular. Encara que és principalment un escenari esportiu, també s'hi realitzen esdeveniments com convencions, fires de mostres i concerts.
Anteriorment es deia SkyDome i va canviar de nom per "Rogers Centre" a causa de la compra de l'estadi per part de Rogers Communications el 2005.
Aquest estadi va ser el primer a posseir sostre retràctil i un hotel de 348 habitacions, 70 de les quals tenen vista cap al camp. És també el més recent entre els estadis de les lligues majors d'Amèrica del Nord; construït per poder practicar-s'hi beisbol i futbol canadenc, encara que ja alguns altres han albergat partits ocasionals de futbol americà col·legial (AT&T Park, Chase Field i Safeco Field, per nomenar-ne alguns). En aquest estadi s'hi han realitzat dos WrestleMania: WrestleMania 6 i WrestleMania X8.
Va ser la seu de la Sèrie Mundial de beisbol de 1992 i 1993.

## Galeria d'imatges

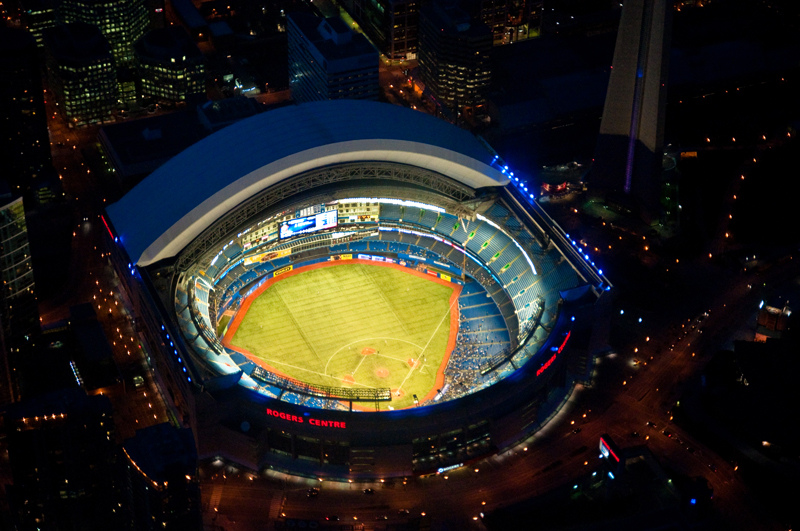
Vista nocturna
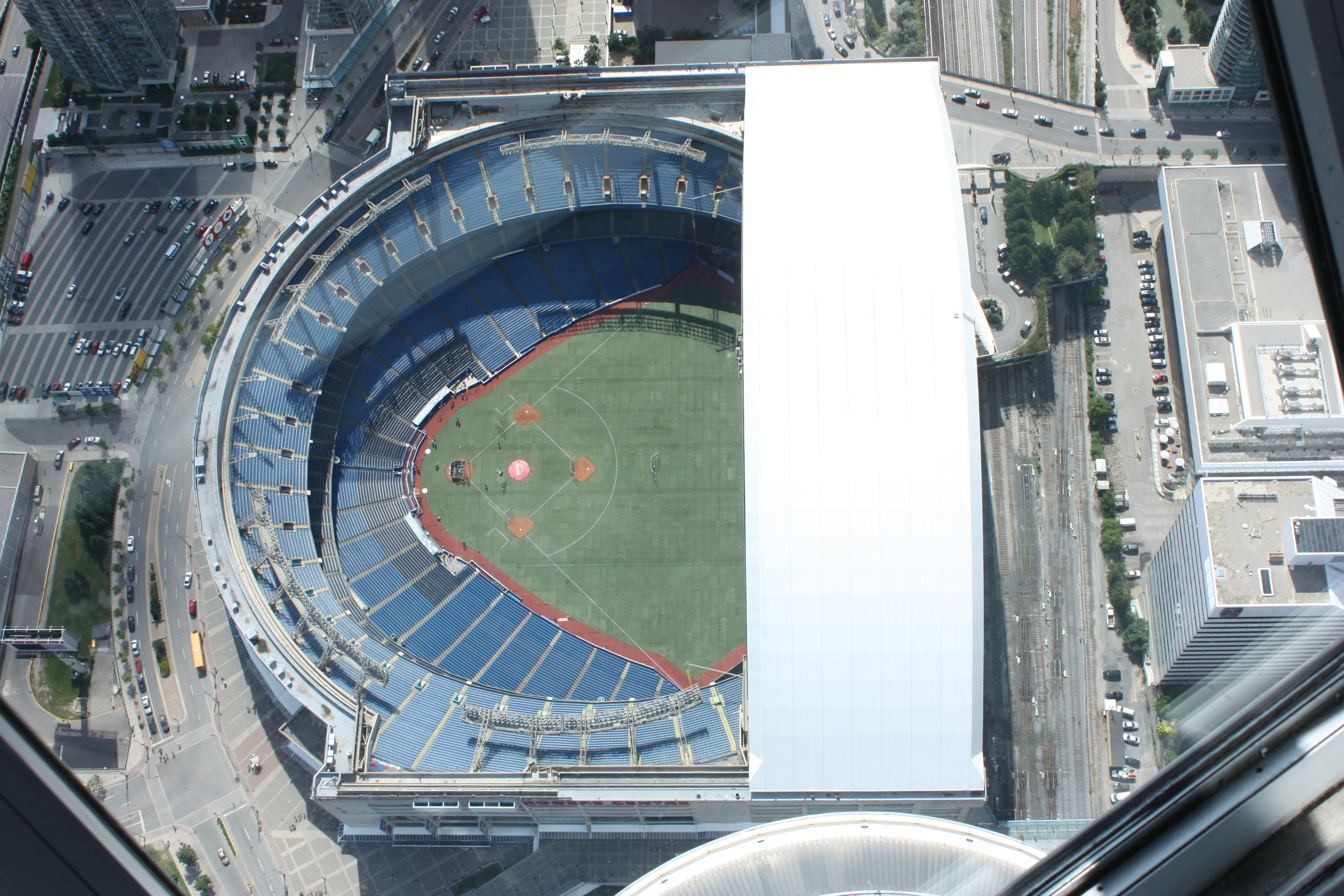
Vista des del cel
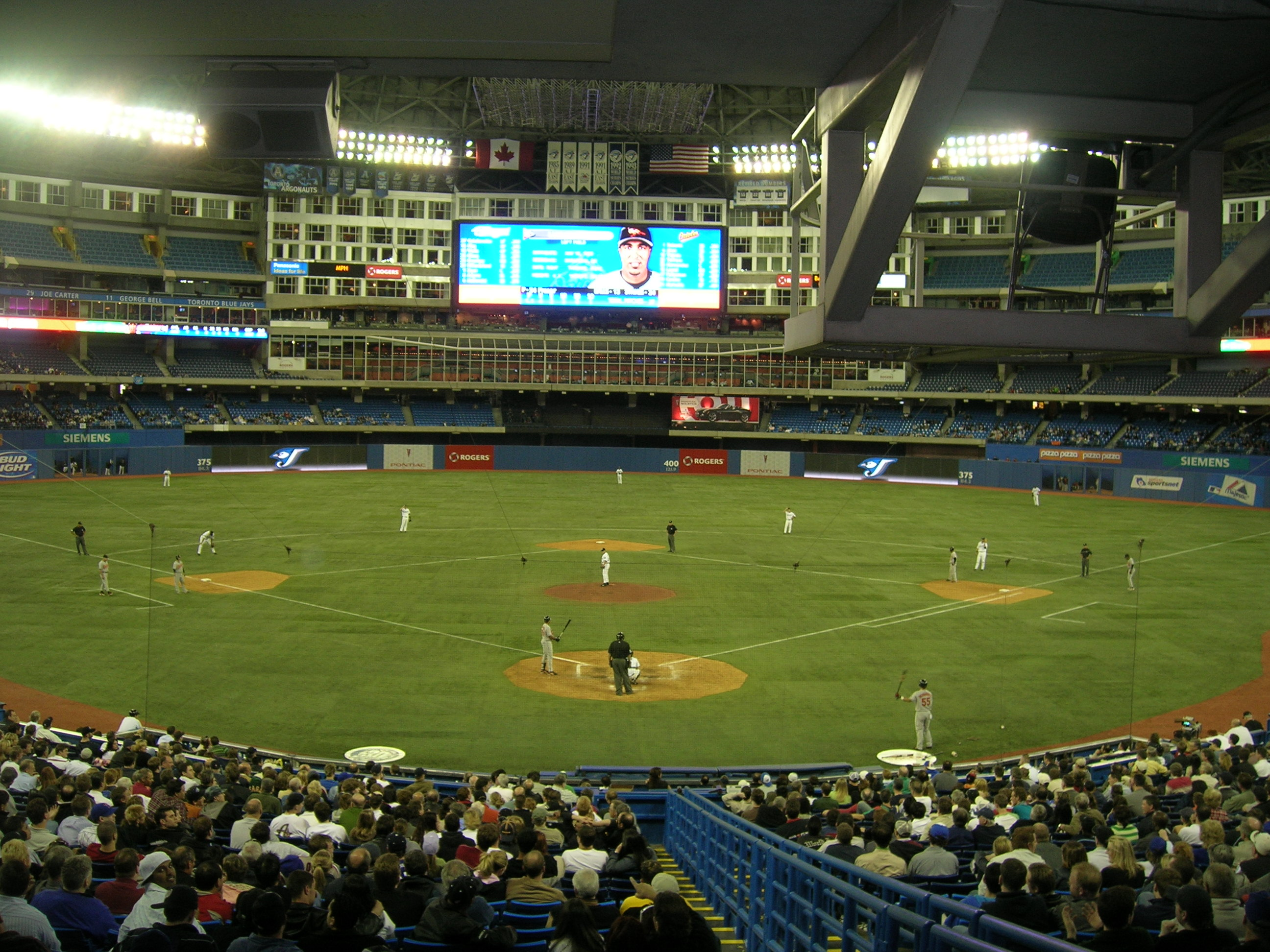
Interior Beisbol
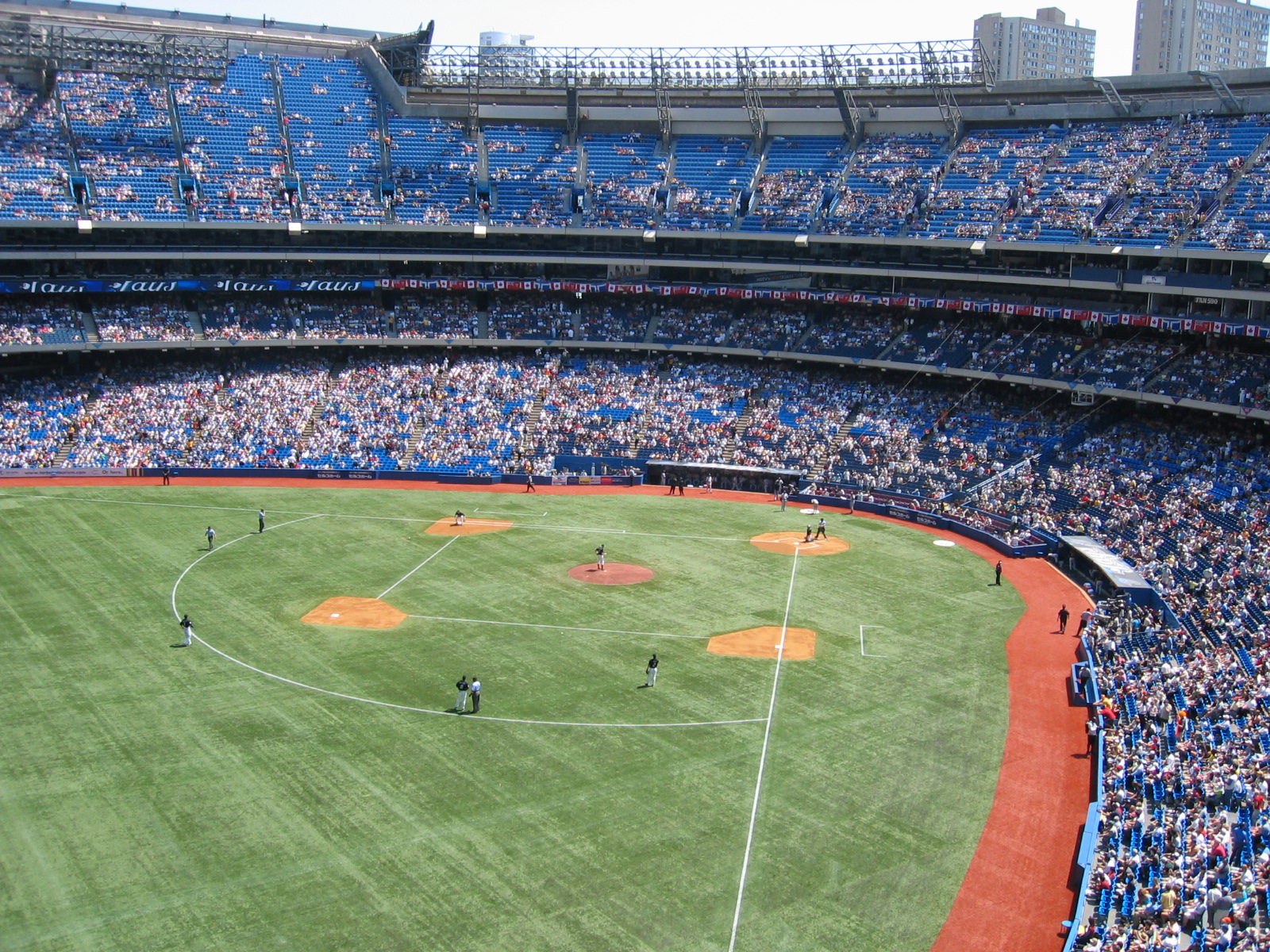
Tribuna principal